# Bactrocera aterrima
Bactrocera aterrima
 es una especie de díptero que Drew describió por primera vez en 1972. Bactrocera aterrima pertenece al género Bactrocera de la familia Tephritidae.